# Ernesta Venuto
Ernesta Venuto (19 novembre 1964) è un'ex calciatrice italiana, di ruolo attaccante.
Legata alla Roma nelle sue varie denominazioni per gran parte della carriera, ha vestito la casacca giallorossa all'esordio e prima del ritiro, indossando anche la fascia di capitano della squadra capitolina fino alla stagione 2005-2006. Ha inoltre fatto parte della nazionale italiana che ha conquistato il terzo posto nel primo campionato europeo ufficiale organizzato dalla UEFA riservato a rappresentative femminili, quello del 1984.